# Astral Weeks
Albums de Van Morrison
Blowin' Your Mind!
(1967) Moondance
(1970)
Astral Weeks est le deuxième album studio de l'auteur-compositeur-interprète nord-irlandais Van Morrison. Il est enregistré aux Century Sound Studios de New York en septembre et octobre 1968 et publié en novembre de la même année par Warner Bros. Records.
La musique de l'album mélange les styles folk, blues, jazz et classique, marquant un changement radical par rapport au son des précédents succès pop de Morrison, comme Brown Eyed Girl. Les paroles et l'illustration de la pochette illustrent le symbolisme assimilant l'amour terrestre et le paradis que l'on retrouvera souvent dans les disques ultérieurs du chanteur. Ses paroles ont été décrites comme impressionnistes, hypnotiques et modernistes, tandis que le disque a été classé comme un cycle de chansons ou un album conceptuel.
Astral Weeks ne reçoit pas de promotion de la part de la maison de disques de Morrison et ne connait pas de succès immédiat auprès des consommateurs ou des critiques. Sa réputation fini par s'améliorer considérablement, avec des éloges sur le chant, les arrangements et l'écriture de Morrison. L'album est aujourd'hui considéré comme l'un des plus grands et des plus importants disques de la musique rock. Il est placé sur de nombreuses listes des meilleurs albums de tous les temps.
Quarante ans après la sortie de l'album, Morrison interprète les huit chansons de l'album en direct pour la première fois lors de deux concerts au Hollywood Bowl en novembre 2008 ; cette performance a ensuite été publiée sous le titre Astral Weeks Live at the Hollywood Bowl.

## Enregistrement
Lorsqu'il entreprit l'enregistrement d’Astral Weeks en septembre 1968, Van Morrison avait vingt-trois ans et exerçait le métier de chanteur depuis six ans. Pendant cette période initiatique, il avait souvent manifesté le désir de se détacher du rhythm and blues qui l'avait rendu célèbre pour trouver son propre style, en élargissant considérablement son champ d'investigation musicale : voir les articles Them et Payin' Dues. Cependant son immaturité et le peu de considération dont il jouissait auprès de ses maisons de disques avaient freiné son développement artistique et généré un net sentiment de colère et de frustration.
Au début de l'année 1968, Morrison a engagé le contrebassiste Tom Kielbania et le flûtiste John Payne pour donner de nombreux concerts expérimentaux, puis est entré en relation avec la société de management Inherit Productions qui lui a fait signer un contrat discographique avec le label Warner Bros. Records. Par ce biais, Van s'est pour la première fois soustrait aux pressions relatives à la commercialisation de la musique qu'exercent plus ou moins délicatement les majors du disque ; la production d' Astral Weeks a été assurée par Inherit Productions, ce qui a permis au chanteur et à ses managers de concevoir ce disque en autarcie. Sur un vague propos de Morrison qui lui avait dit « aspirer à une orientation jazz », Bob Schwaid, personnalité importante d' Inherit Productions, engagea quelques musiciens qui jouissaient déjà d'une certaine considération dans ce milieu. Van Morrison, secondé par ces virtuoses et armé d'un cahier de chansons inédites, occupe le Century Sound Studio de New York le 25 septembre 1968 à sept heures du soir pour entamer une session d'enregistrement de quatre heures.
Morrison s'y montra très silencieux, refusant presque de communiquer avec ses musiciens. Comme perdu dans ses pensées, il laissa entièrement aux instrumentistes le soin de s'approprier les chansons, dont il ne dévoilait préalablement que les (très simples) structures harmoniques, c'est-à-dire le strict minimum pour que les musiciens ne jouent pas indépendamment les uns des autres. Cela fait, le groupe improvisait longuement sur les morceaux qui furent écourtés au cours de la phase ultérieure de production du disque. De cette première session résultèrent les versions brutes des chansons Cyprus Avenue, Madame George, Beside You et Astral Weeks. Les sessions du 1er et du 15 octobre permirent d'achever l'enregistrement du disque dans une atmosphère semblable.
Connie Kay est un batteur qui avait notamment travaillé pour Miles Davis et Lester Young avant de se faire connaître au sein du Modern Jazz Quartet. Richard Davis, dont le jeu de contrebasse est probablement l’élément instrumental déterminant d’Astral Weeks, avait exercé aux côtés de Benny Goodman, Sarah Vaughan et surtout Eric Dolphy. Le guitariste Jay Berliner, qui a remarquablement opté pour une guitare classique sur plusieurs chansons, était passé dans les rangs de Charles Mingus. Warren Smith, à la fois arrangeur, compositeur et percussionniste, a depuis œuvré avec Gil Evans puis enregistré entre autres avec Count Basie. John Payne, quant à lui, s’est trouvé assez chanceux pour remplacer au pied levé un musicien jugé peu sympathique, et a pu fournir un point de vue extérieur sur ses collègues : « Je ne dis pas qu’ils étaient assis et pensaient juste à gagner leur journée, mais je ne peux affirmer que ce n’était pas le cas. » Le caractère peu historique de cet enregistrement est responsable de la confusion perçue lorsque l’on tente de relater le détail de ces sessions, et laisse planer un doute quant à l'exactitude de la liste des musiciens qui prirent part aux festivités. On sait en tout cas que Kay ne fut présent qu’aux deux dernières séances d‘enregistrement, et que Berliner ne participa pas à la première moitié de la session de septembre.
L’arrangeur Larry Fallon a plus tard dirigé puis enregistré les cordes et les cuivres, ainsi que la rutilante partie de clavecin qui illumine la chanson Cyprus Avenue. Il a également ajouté certaines parties de batterie, dont indiscutablement celle qui clôt Madame George : le batteur y donne la charmante impression d'insinuer un rythme malmené par les improvisateurs qui avaient alors joué sans aucune contrainte de cet ordre. Tout cela s’est fait sous la supervision attentive de Morrison, dont le rôle a été bien plus important que l’on pourrait le penser, à en croire le témoignage de Bob Schwaid : « Il faut rendre justice à Van, c’était lui qui dirigeait l’enregistrement. Lew (Lewis Merenstein, le producteur attitré d’Astral Weeks) et moi étions dans la salle de contrôle mais Van était le réel producteur. »

## Thèmes
D'après l'actuel courant de pensée théosophique New Age, le plan astral ou dimension astrale désigne un espace attenant au monde physique dans lequel il est possible de s'aventurer sous certaines conditions : voir l'article voyage astral. La pochette du disque, sur laquelle sont mêlées les photos d'un chêne et du visage de Van Morrison dans une attitude méditative, évoque cette dimension merveilleuse dont les esprits de la nature, les êtres humains et leurs pensées constituent les seules entités vivantes. Le chanteur, que l'on peut donc apparenter à un barde, s'est investi d'une spirituelle mission : convier son auditeur dans un monde parallèle par le seul moyen de sa voix, dont il a dû exploiter les moindres ressources afin d'en accroître le pouvoir de suggestion. Outre le fait que le chant de Morrison a une propension toute naturelle à dominer l'espace sonore, on remarque les nombreuses répétitions de mots ou de phrases qui parsèment l'album. Dans ses tentatives de persuasion, Van donne souvent l'impression de s'oublier et de se battre, ce que l'on peut en partie expliquer par deux remarques d'ordre musical. D'abord, il chante en forçant considérablement sur ses aigus, et déploie un registre d'une amplitude insoupçonnée jusqu'alors (du moins à l'écoute des seuls enregistrements phonographiques). De plus, les placements rythmiques et les inventions mélodiques sont parfaitement chaotiques et donnent parfois lieu à une impressionnante gymnastique vocale pour que l'Irlandais s'en sorte convenablement. Cela ne pouvant être que volontaire, tout se passe comme si le chanteur cherchait systématiquement à se mettre en difficulté et ressentait le besoin de prouver quelque chose. Quoi qu'il en soit, ce type de démarche n'est pas très répandu dans le monde des chanteurs, et il n'est pas surprenant qu'avec de telles intentions Morrison ne puisse prétendre approcher la rigueur d'interprétation d'un quelconque chanteur de jazz : les notes ne sont pas toujours bien distinctes, ni parfaitement justes, et la diction approximative rend quelquefois les paroles incompréhensibles.
Si l'on excepte un poème signé Morrison qui se rapporte à la chanson Ballerina, la pochette n'apporte aucun renseignement supplémentaire, les textes en étant absents. Ce sont donc sur de nombreuses incertitudes que se sont fondées les foisonnantes élucubrations inspirées par les chansons d' Astral Weeks. Rappelons par exemple celles évoquées par Lester Bangs, journaliste musical émérite et généreux pourvoyeur d'intuitions foudroyantes, au cours d'un long article consacré à cet album. Cyprus Avenue est-elle la confession d'un pédophile ? Madame George est-elle une drag queen ? Si le caractère licencieux de ces questions leur a procuré un impact considérable puis une popularité jamais démentie, il importe avant tout de saisir leur essentielle stérilité. À cette fin, on a pensé soumettre un florilège de citations de Van Morrison, auteur des deux textes donc principal inculpé (les parenthèses renferment quelques précisions que l'on a cru bon d'ajouter) :
- « Le titre de la chanson (Madame George) est assez trompeur, je dois bien le dire. À l'origine, son titre était Madame Joy (« Madame Joie ») mais quand je l'ai écrit c'est devenu Madame George. Ne me demandez pas pourquoi je fais cela parce que je n'en sais rien. Cette chanson c'est juste du courant de conscience, tout comme le fut Cyprus Avenue. Ces deux chansons sont sorties de moi. Je n'ai même pas pensé à ce que j'étais en train d'écrire. Parfois on écrit des choses qui viennent d'un coup, alors que d'autres choses demandent à être mûrement réfléchies et mises en forme. Madame George est venue d'un coup. Son propos essentiel est une émotion spirituelle. Il pourrait y avoir un rapport avec ma grand-tante qui s'appelait Joy. À ce qu'il paraît, elle était extralucide... ça pourrait avoir un rapport. Tante Joy vivait près de l'endroit que je cite, c'est-à-dire les environs de Cyprus Avenue (qui est une authentique rue de Belfast). » (déclaration de 1975) ;
- « Madame George était inspirée de six ou sept personnes différentes qui seraient probablement incapables de se reconnaître même si elles essayaient de le faire. » (déclaration de 1986) ;
- « Cyprus Avenue est une rue de Belfast, dans un quartier très chic. Ça n'était pas loin de là où j'ai été élevé mais le décor était complètement différent. Pour moi c'était un endroit mystique. C'était une avenue bordée d'arbres qui m'était propice à la réflexion. Plutôt que de se promener dans les rues et d'être importuné par quarante millions de personnes, on pouvait parcourir Cyprus Avenue où il n'y avait jamais personne. C'était tranquille et j'avais pris l'habitude d'y laisser libre cours à me pensées. » ;
- « Beaucoup de ces chansons ne se rapportent pas vraiment à moi, et c'est pourquoi je dois essayer de les interpréter. Il s'agit en fait de spéculations. » (déclaration de 1975) ;
- « Je ne suis pas surpris de constater que les gens perçoivent différentes significations dans mes chansons. Mais je ne veux pas donner l'impression que je les comprends intégralement parce que ce n'est pas le cas... Je reste parfois perplexe. Je regarde ce que je viens de balancer, tu vois. Bon, ça y est et ça paraît bien, mais je suis incapable d'expliquer précisément ce que ça veut dire. »

## Réception critique
Bien qu'il ait été peu vendu lors de sa sortie, l'album bénéficie aujourd'hui d'une grande notoriété. Le magazine Rolling Stone le place en 19e position de son classement des 500 plus grands albums de tous les temps. Il est également cité dans l'ouvrage de référence de Robert Dimery Les 1001 albums qu'il faut avoir écoutés dans sa vie et dans un très grand nombre d'autres listes.

## Titres
Toutes les chansons sont écrites et composées par Van Morrison.
| 1. | Astral Weeks (en)  | 7:00 |
| 2. | Beside You (en)    | 5:10 |
| 3. | Sweet Thing        | 4:10 |
| 4. | Cyprus Avenue (en) | 6:50 |

| 1. | The Way Young Lovers Do (en) | 3:10 |
| 2. | Madame George (en)           | 9:25 |
| 3. | Ballerina (en)               | 7:00 |
| 4. | Slim Slow Slider (en)        | 3:20 |

## Musiciens
- Van Morrison : chant, guitare acoustique
- Jay Berliner : guitare acoustique, guitare classique
- Barry Kornfeld : guitare acoustique sur The Way Young Lovers Do
- Richard Davis : contrebasse
- John Payne : flûte, saxophone soprano sur Slim Slow Slider
- Musicien inconnu : flûte sur Beside You et Cyprus Avenue
- Connie Kay : batterie
- Warren Smith, Jr. : percussions, vibraphone
- Larry Fallon : direction et arrangements des cordes, clavecin sur Cyprus Avenue

## Production
- Lewis Merenstein – producteur
- Brooks Arthur – ingénieur du son
- Neil Schwartz – ingénieur du son
- Ed Thrasher – direction artistique
- Joel Brodsky – photographie
- Steve Woolard – production de réédition
- Kevin Gray – réédition remastering